# Johann Ludwig Aberli
Johann Ludwig Aberli, né le 14 novembre 1723 à Winterthour et mort le 17 octobre 1786  à Berne, est un peintre et graveur suisse. Aberli est considéré comme le père des Petits maîtres suisses.

## Biographie
Aberli est issu d'un milieu modeste. Après un court séjour à l'école, il devient l'élève du peintre Felix Meyer. Grâce à son appui il est accepté, en 1741, à 18 ans dans l'école bernoise de dessin de Johann Grimm.
En 1758, Aberli entreprend un voyage d'études dans l'Oberland bernois. C'est au travers des émotions de ce voyage que le peintre commence à s'intéresser à la peinture de paysages. Pendant les années suivantes, Aberli passe plusieurs semaines à Paris où il est élève de Jean-Georges Wille.
Au contact de ses collègues peintres, il s'intéresse aussi aux écrits de Salomon Gessner, Albrecht von Haller et Jean-Jacques Rousseau.
Au retour de Paris, il vit et travaille à Berne. Grâce à de grands succès financiers, il réalise avec grand profit une suite d'estampes des plus fameux paysages suisses. Ses paysages d'aquarelles lui rapportent aussi des gains financiers confortables. Pour recopier ses aquarelles, il entreprend une expérience de gravures aux contours colorés, méthode à qui il a donné son nom (méthode d'Aberli). C'est grâce à ce savoir qu'il devient l'un des fondateurs de l'industrie de reproduction suisse, qui disparaîtra avec l'arrivée de la photographie.
En 1774, Aberli visite le Jura avec le peintre Sigmund Freudenberger. En 1779, il reçoit Johann Wolfgang von Goethe lors de son 2e voyage en Suisse.
Le 17 octobre 1786, Johann Ludwig Aberli meurt à Berne à l'âge de 62 ans.